# Medzilaborce

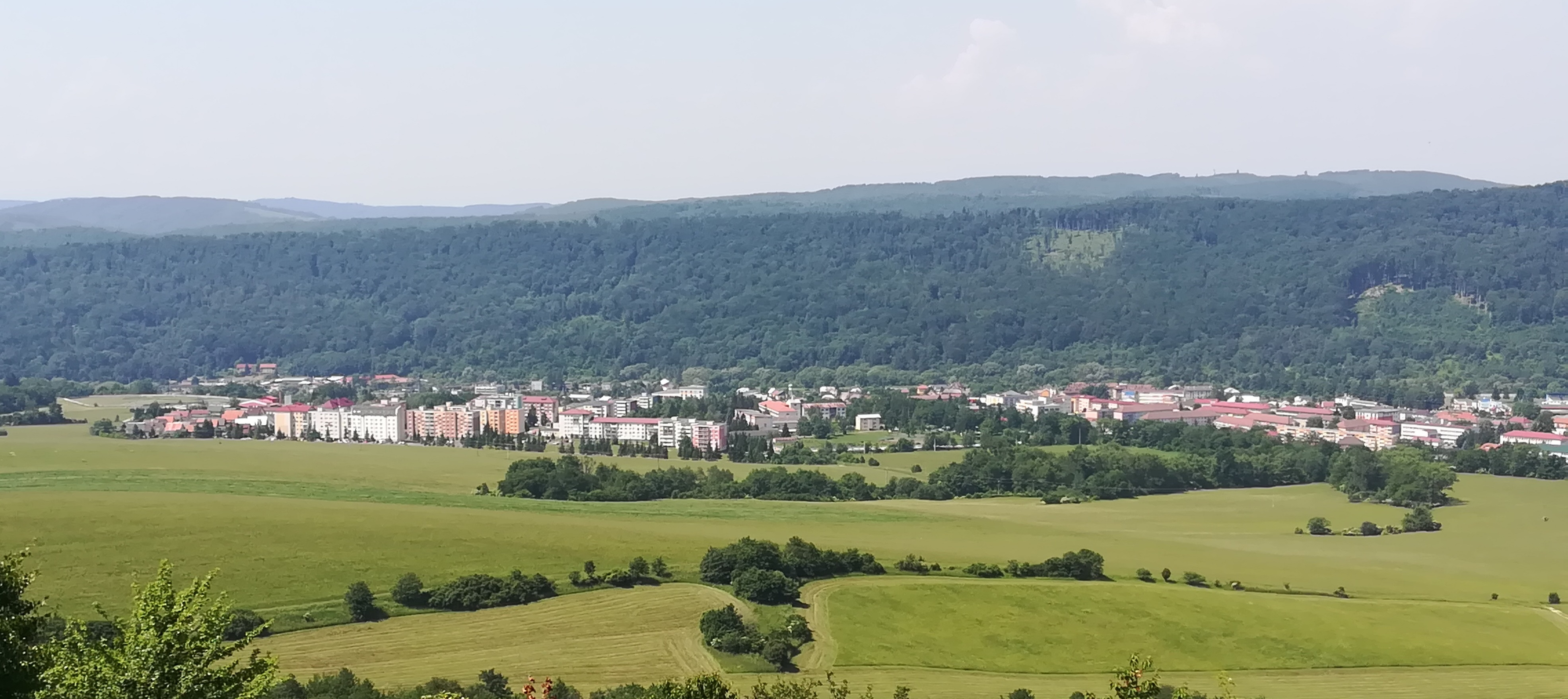
Medzilaborce - widok z góry Kicera

Medzilaborce (rusiń. Меджілабірці, Medżiłabirci, węg. Mezőlaborc) – miasto powiatowe we wschodniej Słowacji, w kraju preszowskim, w historycznym regionie Zemplin.
Medzilaborce leżą na wysokości 326 m n.p.m. na południowych stokach Niskiego Beskidu, nad rzeką Laborec. Liczba mieszkańców miasta wynosi 6809 osób [2011], powierzchnia – 47,48 km². Dzielnice miasta to Medzilaborce (centrum), Borov i Vydraň.
Przez Medzilaborce przebiega droga lokalna nr 559 od granicy na Przełęczy Radoszyckiej. 11 km na południe od granicy z drogą tą łączy się droga lokalna nr 575 ze Stropkova. Przez miasto przebiega również międzynarodowa linia kolejowa Sanok – Humenné ze stacją kolejową Medzilaborce i przejściem granicznym w Łupkowie na Przełęczy Łupkowskiej. Do najbliższej polskiej miejscowości jest stąd 12 km. Do pierwszego większego miasta (Sanok) – 55 km.
Pierwsza wzmianka o osadzie pochodzi z 1543, gdy włączono ją do włości węgierskiej magnackiej rodziny Drugethów. Prawa miejskie zostały nadane w 1964, kiedy to również przyłączono do Medzilaborec kilka wsi. Region, w którym leżą Medzilaborce – Górny Zemplin – jest uważany za najuboższą część Słowacji. Oficjalny wskaźnik bezrobocia w mieście wynosi 20,63%. Wśród mieszkańców miasta przeważają Rusini, mieszkają tu także Słowacy i Cyganie. Ludność jest wyznania greckokatolickiego, rzymskokatolickiego i prawosławnego. Miasto stanowi ośrodek narodowego ruchu rusińskiego, odbywają się tu coroczne festiwale kultury rusińskiej i ukraińskiej.
Miasto składa się z domków jednorodzinnych i osiedli bloków mieszkalnych, jest tu również kilka niewielkich zakładów przemysłowych. Medzilaborce są znane przede wszystkim z galerii sztuki nowoczesnej, mieszczącej się w miejscowym domu kultury, w której prezentowane są prace Andy’ego Warhola oraz jego braci Paula i Jamesa. Rodzina Warholów przed emigracją do USA mieszkała we wsi Miková (17 km na zachód od miasta). Muzeum zostało otwarte staraniem miejscowej społeczności rusińskiej w 1991. Poza tym w mieście warte obejrzenia są dwie cerkwie: prawosławna (pw. Świętego Ducha, wzniesiona w 1949 w stylu staroruskim) i greckokatolicka (św. Bazylego Wielkiego z XVIII wieku).
W sezonie letnim istnieje połączenie kolejowe z Sanokiem i Rzeszowem (2 pary pociągów w soboty i niedziele).

## Gospodarka i infrastruktura

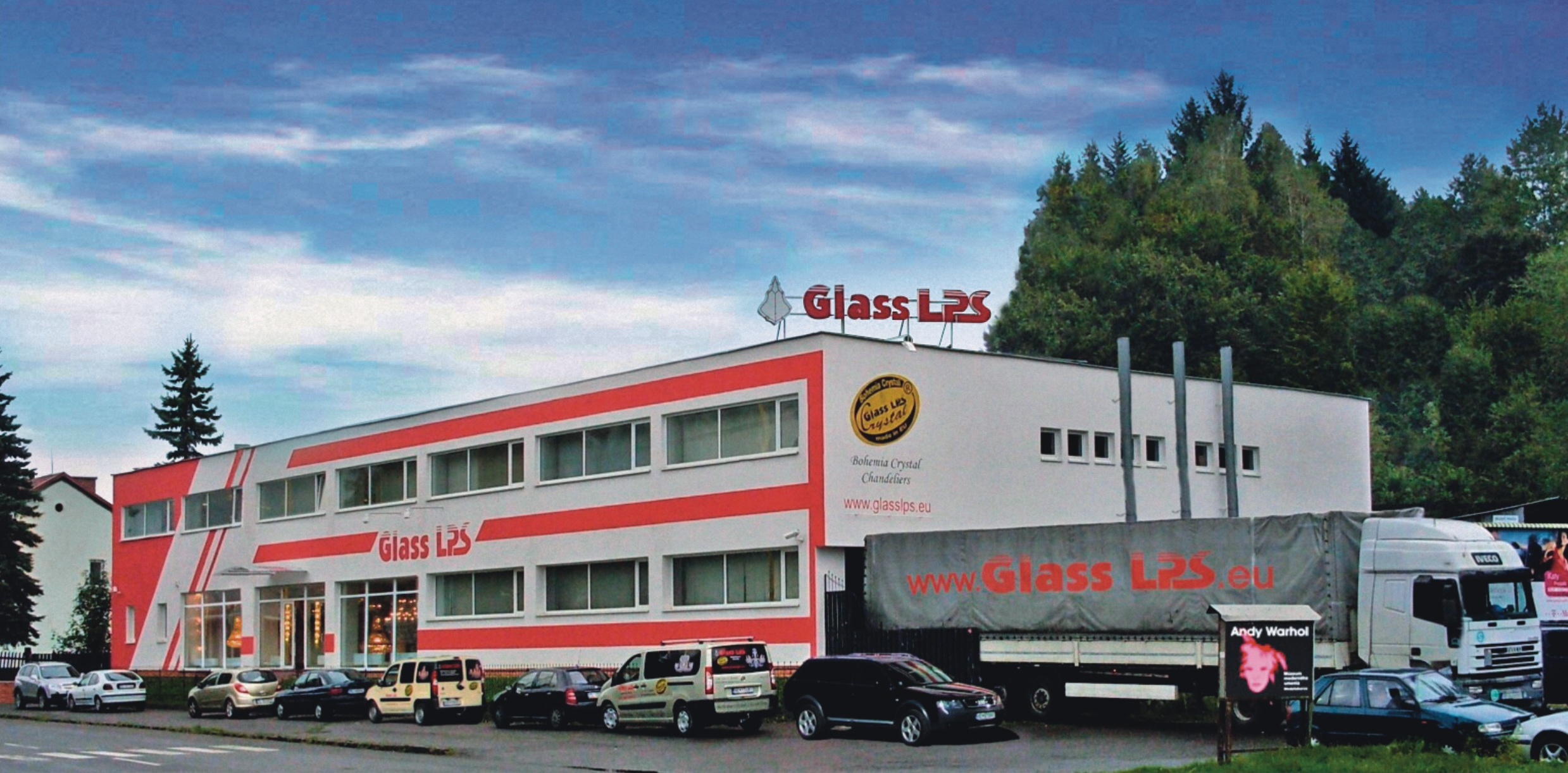
Glass LPS – producent kryształowych żyrandoli

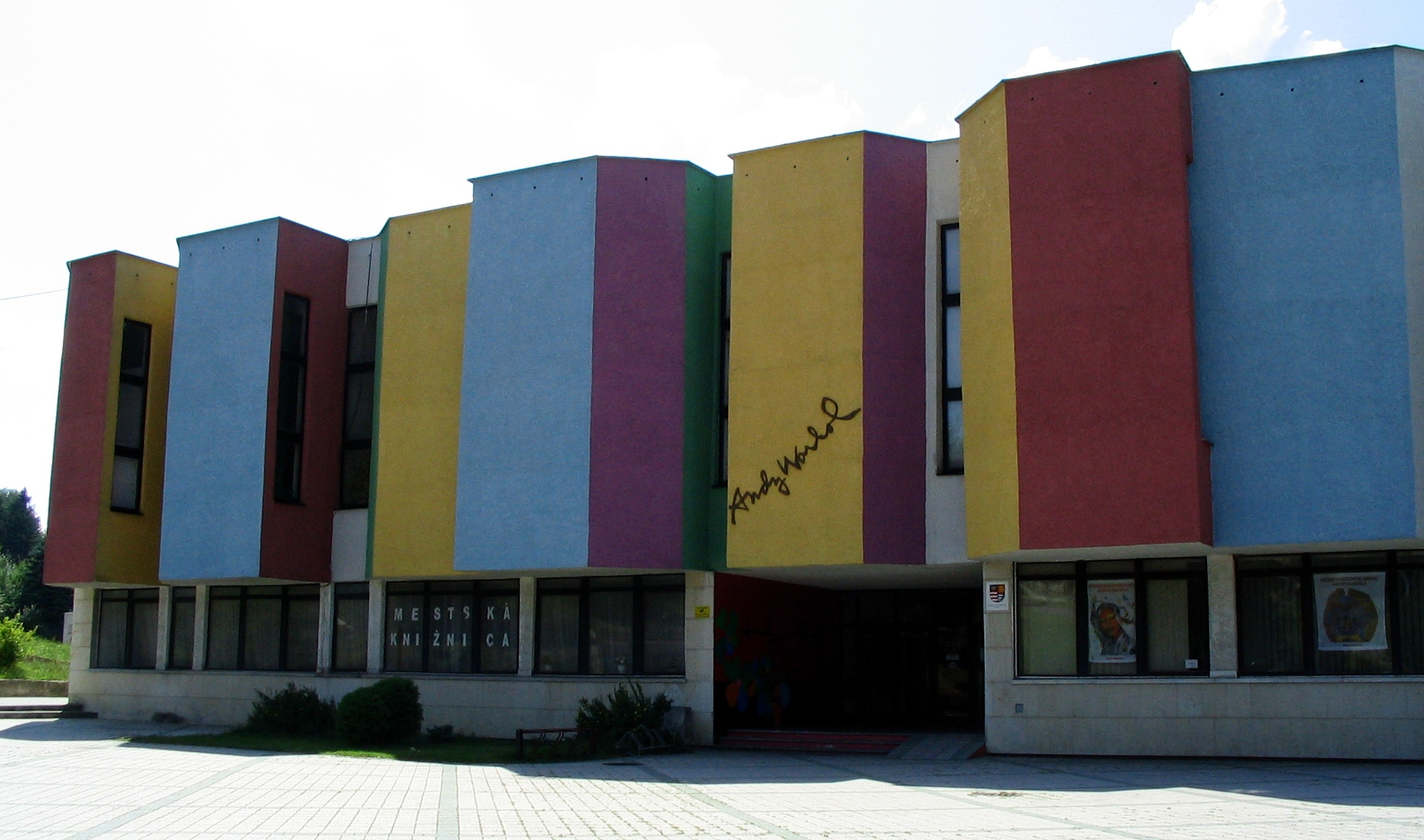
Muzeum Sztuki Nowoczesnej

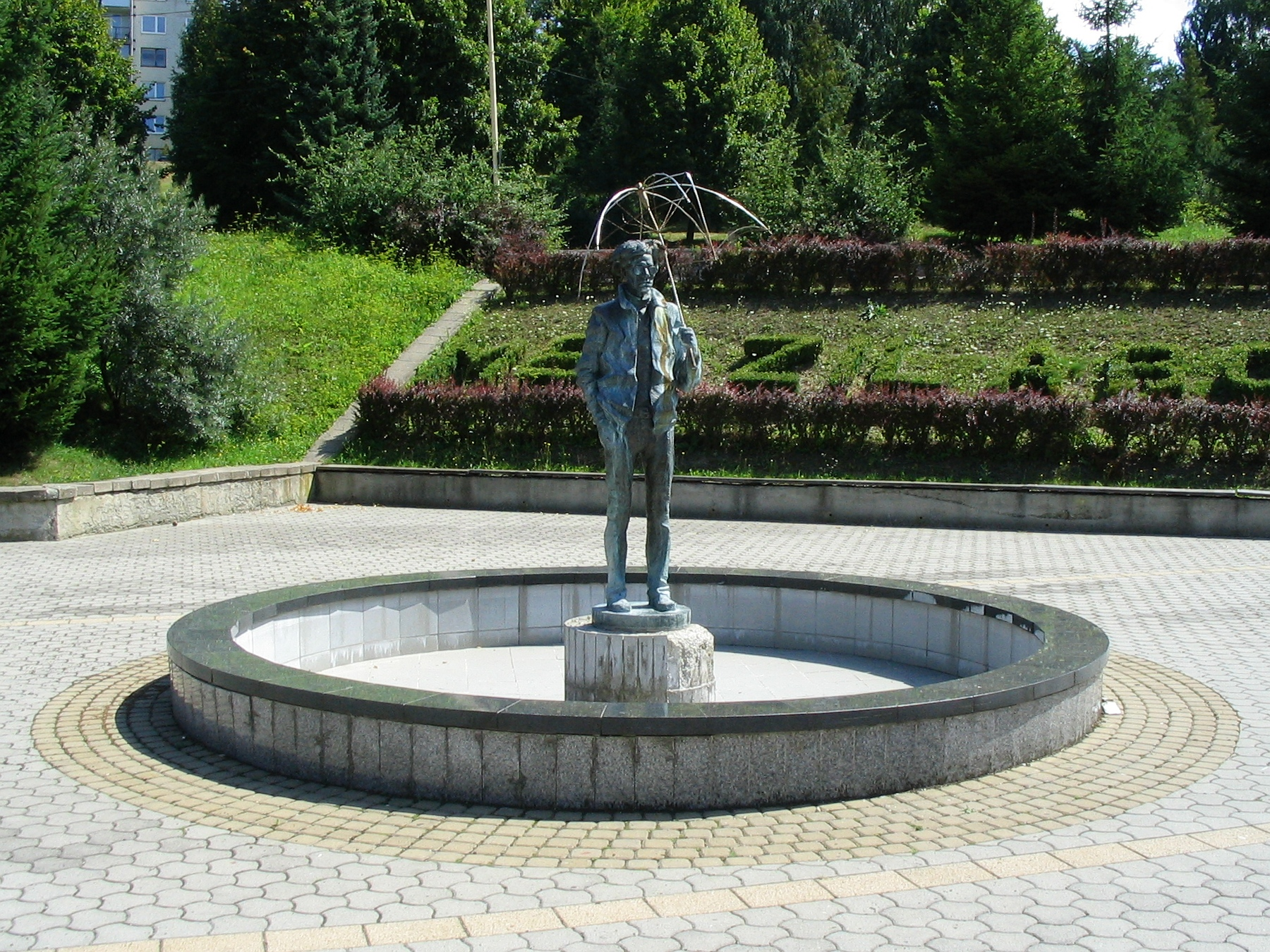
Fontanna-posąg Andy’ego Warhola

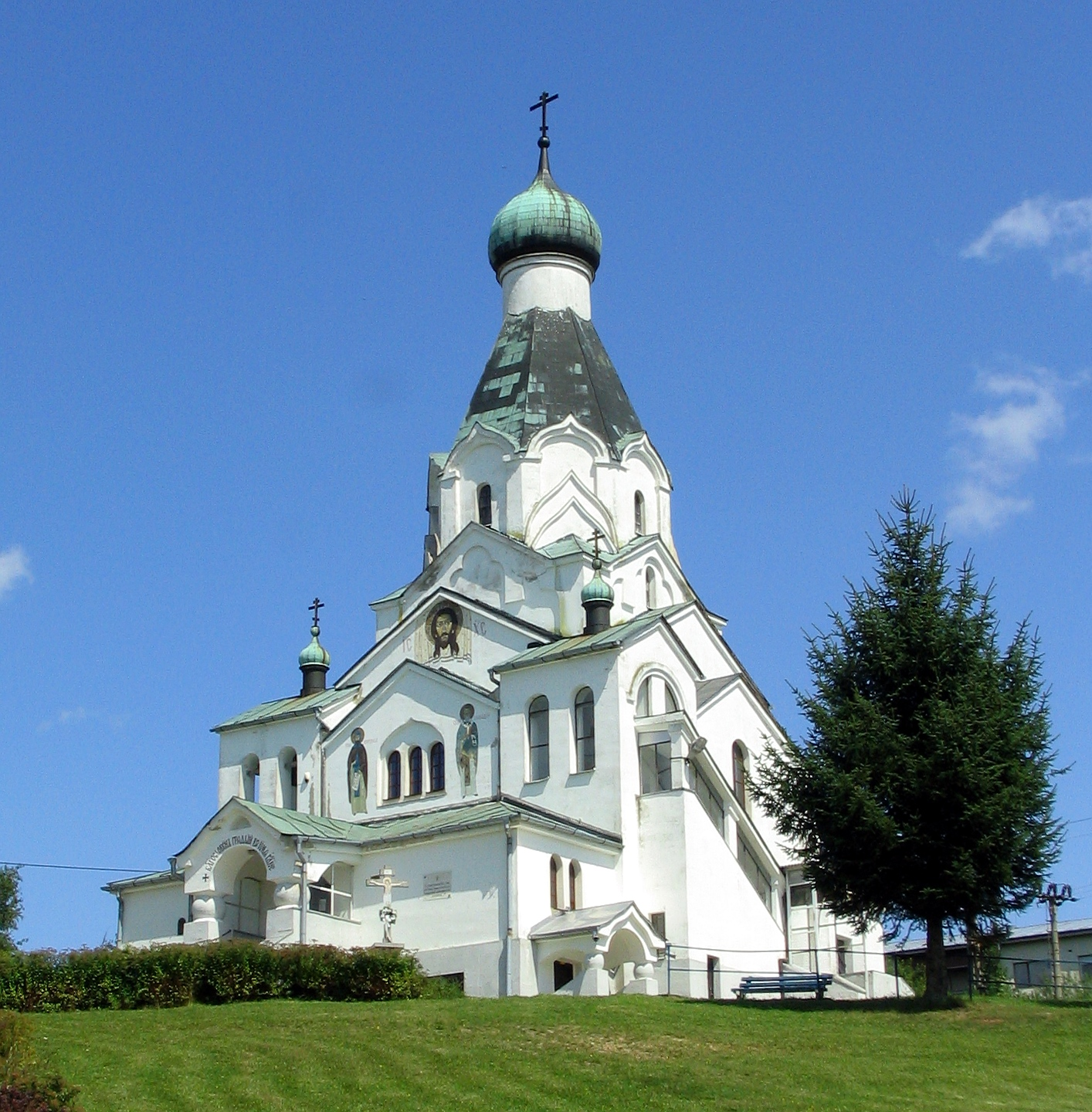
Prawosławna cerkiew Świętego Ducha

Miasto Medzilaborce ma największą tradycję w przemyśle szklarskim i maszynowym.
W przemyśle szklarskim od 1970 roku działał oddział czeskiego Jablonexu, który zatrudniał do 600 osób. Po prywatyzacji spółki oddział został zlikwidowany. Glass LPS jest następcą 45-letniej tradycji szklarstwa w Medzilaborcach i nadal produkuje elementy oświetlenia z kryształu i kryształowe żyrandole.
Przemysł maszynowy w Medzilaborcach rozpoczął Transporta, później Vihorlat, który zatrudniał 1200 pracowników. Prywatyzacja i kryzys w przemyśle maszynowym przyczyniły się do upadku fabryki. Obecnie działające przedsiębiorstwa maszynowe to Kovostroj i Labstroj.

Ważni pracodawcy:
- Glass LPS
- Kovostroj
- Labstroj

Zatrudnienie:
Urząd Pracy w Stropkovie w 2009 poinformował, że w powiecie Medzilaborce stopa bezrobocia osiągnęła 20,10%. W 2012 r. stopa bezrobocia sięgnęła prawie 23%.

## Miasta partnerskie
- Zagórz
- Kozienice